# Nonetheless
Nonetheless ist das 15. Studioalbum des britischen Pop-Duos Pet Shop Boys. Es erschien am 26. April 2024.

## Hintergrund
Das Album ist das erste des Duos mit dem Produzenten James Ford, der zuvor mit Künstlern wie Arctic Monkeys, Depeche Mode, Blur und Gorillaz zusammengearbeitet hat. Das Album markiert auch die Rückkehr des Duos zu Parlophone, dem Label, das ihr Material von 1985 bis 2012 veröffentlicht hat.
Nonetheless enthält zehn Lieder, die 2023 in London aufgenommen und gemischt wurden, hauptsächlich im Studio von James Ford in East London. Das Orchester und der Backgroundgesang wurden im The Church Studio in North London aufgenommen.
Die Deluxe-Edition von Nonetheless ist auf Doppel-CD und weißem Doppel-Vinyl erhältlich. Sie umfasst die Bonus-EP Furthermore mit neuen Aufnahmen der Titel Heart, Being Boring, Always On My Mind und It’s A Sin.
Am 9. September 2024 kündigte das Duo eine erweiterte Sonderausgabe von Nonetheless an, das am 22. November 2024 als Dreifach-Vinyl Set und als 2CD Set erscheinen wird.
Die Expanded Edition enthält das vollständige Nonetheless-Album plus vier Bonus-Songs und die Original-Demoversionen aller Titel des Albums. Zu den Bonustracks gehören zwei Coverversionen: das von David Bowie verfasste All the Young Dudes und der Soulsong The Dark End Of The Street von 1967. Außerdem enthält es zwei Titel, die ursprünglich während der Nonetheless-Sessions aufgenommen wurden: eine Version der klassischen Komposition Miserere von Gregorio Allegri und ein Pet Shop Boys-Original mit dem Titel Adrenaline.

## Titelliste
Alle Titel wurden von Neil Tennant und Chris Lowe geschrieben.
| Nr.          | Titel                   | Länge |
| ------------ | ----------------------- | ----- |
| 1.           | Loneliness              | 5:38  |
| 2.           | Feel                    | 5:02  |
| 3.           | Why Am I Dancing?       | 3:32  |
| 4.           | New London Boy          | 4:52  |
| 5.           | Dancing Star            | 3:01  |
| 6.           | A New Bohemia           | 4:00  |
| 7.           | The Schlager Hit Parade | 3:28  |
| 8.           | The Secret Of Happiness | 5:25  |
| 9.           | Bullet For Narcissus    | 3:50  |
| 10.          | Love Is The Law         | 5:02  |
| Gesamtlänge: | Gesamtlänge:            | 43:56 |

| Nr.          | Titel                           | Musik                                        | Länge |
| ------------ | ------------------------------- | -------------------------------------------- | ----- |
| 1.           | Heart (New Version)             |                                              | 3:57  |
| 2.           | Being Boring (New Version)      |                                              | 5:52  |
| 3.           | Always On My Mind (New Version) | Wayne Carson, Mark James, Johnny Christopher | 4:20  |
| 4.           | It's A Sin (New Version)        |                                              | 4:37  |
| Gesamtlänge: | Gesamtlänge:                    | Gesamtlänge:                                 | 18:47 |

| Nr.          | Titel                         | Länge |
| ------------ | ----------------------------- | ----- |
| 5.           | Clean Air Hybrid Electric Bus | 3:03  |
| Gesamtlänge: | Gesamtlänge:                  | 21:50 |